# Relaciones Guatemala-Venezuela
Las relaciones Guatemala-Venezuela se refiere a las relaciones internacionales bilaterales entre la República de Guatemala y la República Bolivariana de Venezuela, ambos países del continente americano miembros plenos de la Organización de Estados Americanos (OEA), la Comisión Económica para América Latina y el Caribe (Cepal) y la Comunidad Iberoamericana de Naciones (CIN). En la actualidad, el presidente guatemalteco, Alejandro Giammattei, rompió relaciones diplomáticas con el gobierno de Nicolás Maduro, reconociendo a Juan Guaidó como presidente encargado de Venezuela.

## Historia
Tanto Guatemala como Venezuela comparten nexos históricos de siglos, al haber formado parte del Imperio español, siendo administradas en forma separada a través de sus respectivas capitanías generales (la Capitanía General de Guatemala y la Capitanía General de Venezuela), hasta sus respectivas independencias y formación como repúblicas soberanas. 
Una vez instaurada la Revolución bolivariana en Venezuela, Guatemala estuvo entre los diez países de Centroamérica y el Caribe que suscribieron el Acuerdo Energético de Caracas el 19 de octubre de 2000, en el cual Venezuela vendería petróleo bajo condiciones preferenciales de pago, algunas de las cuales serían un año de gracia y quince años de crédito, con 2% de tasa de interés anual.
Hugo Chávez realizó una visita oficial en 2008 a Ciudad de Guatemala, reuniéndose con su par de aquel entonces, Álvaro Colom. Asimismo, el presidente venezolano había vivido durante seis meses en Guatemala en 1988, donde asistió a un curso dictado por el Estado Mayor de la Defensa Nacional de Guatemala para militares latinoamericanos durante el gobierno de Vinicio Cerezo.[cita requerida]
En octubre de 2019, el presidente electo de Guatemala en las elecciones generales de ese año, Alejandro Giammattei, viajó a Caracas para reunirse con autoridades opositoras al gobierno de Nicolás Maduro; sin embargo, fue impedido de ingresar al país por las autoridades migratorias, siendo escoltado hasta que tomó un vuelo de regreso a Guatemala en el Aeropuerto Internacional de Maiquetía Simón Bolívar, de la capital venezolana. En consecuencia, como una de las primeras medidas en materia internacional una vez asumido en el poder, Giammattei anunció el término de las relaciones diplomáticas con el gobierno de Nicolás Maduro, además del cierre de la embajada guatemalteca en Caracas y el reconocimiento de Juan Guaidó como único presidente de Venezuela. Dicho anuncio fue pronunciado posterior a una reunión que sostuvo que el mandatario guatemalteco con Luis Almagro, secretario general de la OEA. Anteriormente, Giammattei y Guaidó habían sostenido una videoconferencia donde se comprometieron a trabajar juntos en asuntos bilaterales.

## Misiones diplomáticas
- Guatemala abrió una embajada en Caracas, pero cerró su misión diplomática en enero de 2020 debido a la crisis presidencial de Venezuela.[6]
- Venezuela estableció una embajada en Ciudad de Guatemala, donde solo son reconocidos los diplomáticos nombrados por Juan Guaidó.[7]